# Carlos Roberto Gallo
Carlos Roberto Gallo (Vinhedo, 4 maart 1956) – alias Carlos – is een Braziliaans voormalig betaald voetbaldoelman. Carlos was doelman van het Braziliaans voetbalelftal op het WK 1986 in Mexico. Hij speelde 37 interlands voor Brazilië. Carlos stond onder de lat bij clubs als Corinthians, Atlético Mineiro en Palmeiras.

## Erelijst
| Pan-Amerikaanse Spelen | 1x | 1975 |